# Vale do Alagón

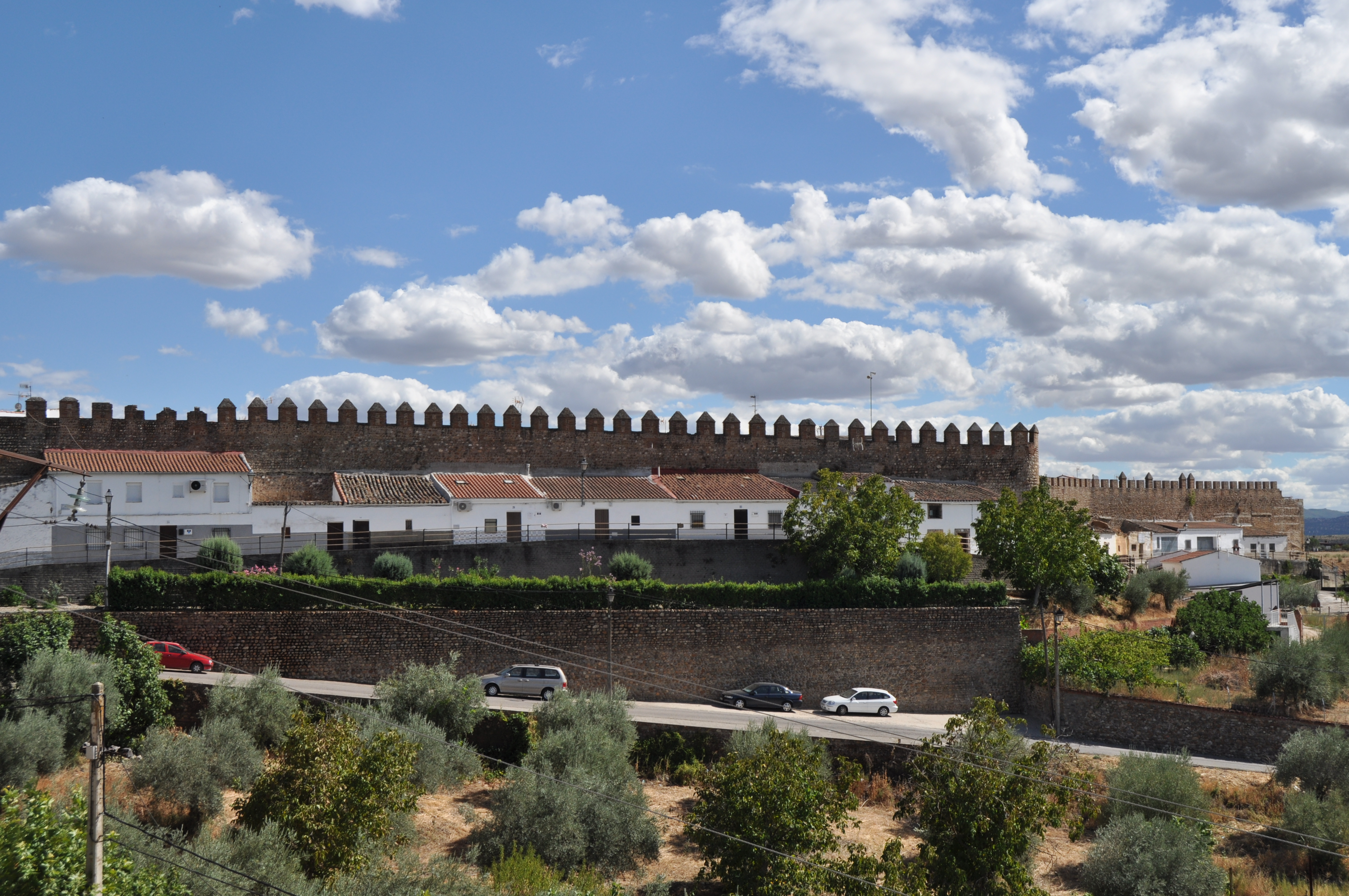
Galisteo

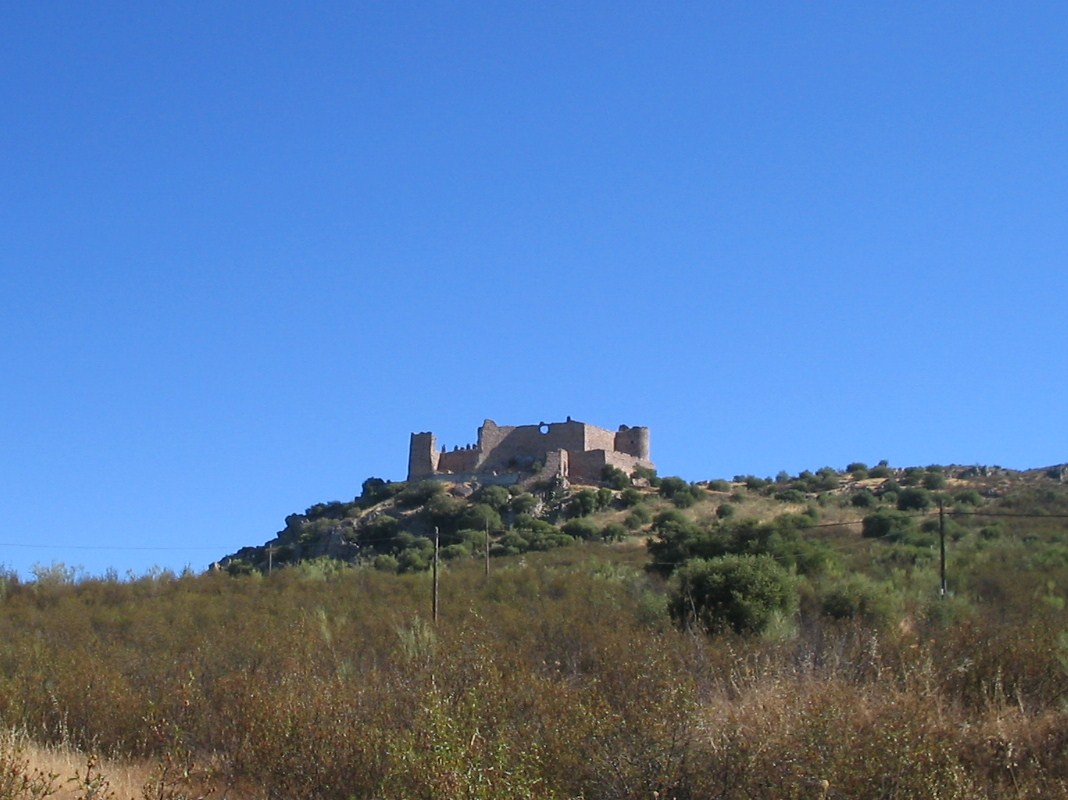

O Vale do Alagón (em castelhano: Valle del Alagón; também conhecido como Vegas del Alagón e Comarca del Alagón), é uma comarca da Espanha, na província de Cáceres, comunidade autónoma da Estremadura.

## Localização e limites
A comarca deve o seu nome ao rio Alagón, um afluente da margem direita (norte) do Tejo. Situa-se na parte noroeste da província de Cáceres, entre a Serra de Gata e o rio Tejo, fazendo fronteira com Portugal em Zarza la Mayor. Historicamente é formada pelas localidades que constituíam o  senhorio de Galisteo, pela Terra de Cória e pelas povoações da Terra de Alcântara situados a norte do Tejo.
Dado que a comarca não tem qualquer estatuto administrativo, não há unanimidade quanto aos limites seu território. Neste artigo considera-se que a comarca é formada pelos municípios que integravam a Associação para o Desenvolvimento do Vale do Alagón em 2021. Segundo esse critério, a comarca tem 1 753,3 km² de área e em 2019 tinha 36 294 habitantes (densidade: 23 hab./km²). À exceção de Cória, a maior localidade e a única cidade da comarca, os seus municípios pertencem à mancomunidade do  Vale do Alagón ou à mancomunidade da Rivera de Fresnedosa.
Além de Cória, a povoação mais importante da comarca, as localidades mais conhecidas são Montehermoso e Torrejoncillo, pelo seu artesanato, Galisteo pelas suas muralhas, Portezuelo pelo seu castelo e Acehúche pelo seu queijo.
| Limites da comarca do Vale do Alagón  |                                      |                      |
| Serra de Gata                         | Serra de Gata • Terras de Granadilla | Terras de Granadilla |
| Portugal (distrito de Castelo Branco) |                                      | Plasencia            |
| Comarca de Alcântara                  | Comarca de Alcântara                 | Comarca de Monfragüe |

## Municípios da comarca
| Município | Área (km²) | População (2021) | Densidade (hab./km²) | Mancomunidade        |
| --- | ---------- | ---------------- | -------------------- | -------------------- |
| Acehúche [♣] | 91,1       | 813              | 8,9                  | Rivera de Fresnedosa |
| Aceituna | 40,0       | 587              | 14,7                 | Vale do Alagón       |
| Alagón del Río | 14,3       | 933              | 65,2                 | Vale do Alagón       |
| Aldehuela de Jerte | 11,8       | 372              | 31,5                 | Vale do Alagón       |
| Cachorrilla | 41,4       | 95               | 2,3                  | Rivera de Fresnedosa |
| Calzadilla | 76,3       | 464              | 6,1                  | Vale do Alagón       |
| Carcaboso | 20,3       | 1 080            | 53,2                 | Vale do Alagón       |
| Casas de Don Gómez | 31,2       | 277              | 8,9                  | Rivera de Fresnedosa |
| Casillas de Coria | 62,0       | 344              | 5,5                  | Rivera de Fresnedosa |
| Ceclavín [♣] | 159,0      | 1 801            | 11,3                 | Rivera de Fresnedosa |
| Cória [♦] | 103,5      | 12 330           | 119,1                | nenhuma              |
| Galisteo | 65,5       | 902              | 13,8                 | Vale do Alagón       |
| Guijo de Coria | 74,8       | 197              | 2,6                  | Vale do Alagón       |
| Guijo de Galisteo | 62,3       | 1 513            | 24,3                 | Vale do Alagón       |
| Holguera | 37,2       | 620              | 16,7                 | Rivera de Fresnedosa |
| Huélaga | 11,0       | 210              | 19,1                 | Vale do Alagón       |
| Montehermoso | 96,0       | 5 680            | 59,2                 | Vale do Alagón       |
| Morcillo | 16,2       | 371              | 22,9                 | Vale do Alagón       |
| Pescueza | 52,0       | 138              | 2,7                  | Rivera de Fresnedosa |
| Portaje | 100,6      | 371              | 3,7                  | Rivera de Fresnedosa |
| Portezuelo | 126,0      | 220              | 1,7                  | Rivera de Fresnedosa |
| Pozuelo de Zarzón | 47,4       | 435              | 9,2                  | Vale do Alagón       |
| Riolobos | 49,5       | 1 197            | 24,2                 | Rivera de Fresnedosa |
| Torrejoncillo | 94,5       | 2 894            | 30,6                 | Rivera de Fresnedosa |
| Valdeobispo | 42,1       | 654              | 15,5                 | Vale do Alagón       |
| Villa del Campo | 57,0       | 456              | 8                    | Vale do Alagón       |
| Zarza la Mayor [♣] | 170,3      | 1 192            | 7                    | Rivera de Fresnedosa |
| [♣] ^ Em algumas fontes os municípios de Acehúche, Ceclavín e de Zarza la Mayor aparecem como pertencendo à comarca de Alcântara. [♦] ^ Cória não pertence a nenhuma mancomunidade. |            |                  |                      |                      |